# Championnat d'Allemagne masculin de handball 2016-2017
Navigation
Bundesliga 2015-2016 Bundesliga 2017-2018
Le Championnat d'Allemagne masculin de handball 2016-2017 est la soixante huitième édition de cette compétition.
Le championnat de Division 1 de handball est le plus haut niveau du championnat d'Allemagne de ce sport.
Les Rhein-Neckar Löwen, tenants du titre remportent leur deuxième titre de champion d'Allemagne. Ils devancent le SG Flensburg-Handewitt et le THW Kiel.

## Participants
| Club                     | Rang 2015-16 | Entraineur                    | Localisation | Salle                         | Capacité |
| ------------------------ | ------------ | ----------------------------- | ------------ | ----------------------------- | -------- |
| Rhein-Neckar Löwen       | 1er          | Nikolaj Bredahl Jacobsen      | Mannheim     | SAP Arena                     | 13 200   |
| SG Flensburg-Handewitt   | 2e           | Ljubomir Vranjes              | Flensbourg   | Flens-Arena                   | 6 300    |
| THW Kiel                 | 3e           | Alfreð Gíslason               | Kiel         | Sparkassen-Arena              | 10 250   |
| MT Melsungen             | 4e           | Michael Roth                  | Melsungen    | Rothenbach-Halle              | 4 300    |
| Füchse Berlin            | 5e           | Erlingur Richardsson          | Berlin       | Max Schmeling-Halle           | 8 500    |
| Frisch Auf Göppingen     | 6e           | Magnus Andersson              | Göppingen    | EWS Arena                     | 5 000    |
| TSV Hannover-Burgdorf    | 7e           | Jens Bürkle                   | Hanovre      | Swiss Life Hall               | 4 460    |
| SC Magdebourg            | 8e           | Bennet Wiegert Tomas Svensson | Magdebourg   | GETEC Arena                   | 7 000    |
| VfL Gummersbach          | 9e           | Emir Kurtagic                 | Gummersbach  | Schwalbe-Arena                | 4 132    |
| HSG Wetzlar              | 10e          | Kai Wandschneider             | Wetzlar      | Rittal Arena Wetzlar          | 5 000    |
| SC DHfK Leipzig          | 11e          | Christian Prokop              | Leipzig      | Arena Leipzig                 | 4 500    |
| Bergischer HC            | 12e          | Sebastian Hinze               | Wuppertal    | Uni-Halle                     | 4 100    |
| TBV Lemgo                | 13e          | Florian Kehrmann              | Lemgo        | Lipperlandhalle               | 5 000    |
| HBW Balingen-Weilstetten | 14e          | Rúnar Sigtryggsson            | Balingen     | Sparkassen-Arena              | 2 320    |
| TVB 1898 Stuttgart       | 15e          | Markus Baur                   | Stuttgart    | Scharrena Stuttgart           | 2 050    |
| HC Erlangen              | 1er (D2)     | Robert Andersson              | Erlangen     | Arena Nürnberger Versicherung | 8 130    |
| GWD Minden               | 2e (D2)      | Frank Carstens                | Minden       | Kampa-Halle                   | 4 547    |
| Cobourg HSC 2000         | 3e (D2)      | Jan Gorr                      | Stuttgart    | HUK-COBURG Arena              | 3 530    |

## Classement
|    | Équipe                    | Pts | J  | G  | N | P  | Bp   | Bc  | Diff |
| -- | ------------------------- | --- | -- | -- | - | -- | ---- | --- | ---- |
| 1  | Rhein-Neckar Löwen (T, S) | 61  | 34 | 30 | 1 | 3  | 1011 | 840 | 171  |
| 2  | SG Flensburg-Handewitt    | 58  | 34 | 28 | 2 | 4  | 1038 | 837 | 201  |
| 3  | THW Kiel (C)              | 53  | 34 | 26 | 1 | 7  | 960  | 849 | 111  |
| 4  | Füchse Berlin             | 51  | 34 | 23 | 5 | 6  | 986  | 889 | 97   |
| 5  | SC Magdebourg             | 51  | 34 | 23 | 5 | 6  | 988  | 902 | 86   |
| 6  | HSG Wetzlar               | 41  | 34 | 20 | 1 | 13 | 897  | 857 | 40   |
| 7  | MT Melsungen              | 38  | 34 | 18 | 2 | 14 | 947  | 924 | 23   |
| 8  | SC DHfK Leipzig           | 35  | 34 | 16 | 3 | 15 | 883  | 871 | 12   |
| 9  | HC Erlangen (P)           | 28  | 34 | 14 | 0 | 20 | 890  | 941 | -51  |
| 10 | Frisch Auf Göppingen      | 27  | 34 | 12 | 3 | 19 | 934  | 960 | -26  |
| 11 | TSV Hannover-Burgdorf     | 24  | 34 | 11 | 2 | 21 | 935  | 954 | -19  |
| 12 | GWD Minden (P)            | 24  | 34 | 11 | 2 | 21 | 843  | 948 | -105 |
| 13 | TBV Lemgo                 | 23  | 34 | 10 | 3 | 21 | 926  | 988 | -62  |
| 14 | TVB 1898 Stuttgart        | 23  | 34 | 10 | 3 | 21 | 865  | 944 | -79  |
| 15 | VfL Gummersbach           | 22  | 34 | 10 | 2 | 22 | 867  | 934 | -67  |
| 16 | Bergischer HC             | 22  | 34 | 10 | 2 | 22 | 868  | 954 | -86  |
| 17 | HBW Balingen-Weilstetten  | 17  | 34 | 7  | 3 | 24 | 819  | 933 | -114 |
| 18 | Cobourg HSC 2000 (P)      | 14  | 34 | 6  | 2 | 26 | 856  | 988 | -132 |

|     | Champion d'Allemagne 2016-2017 et qualification pour la Ligue des champions |
|     | Qualification pour la Ligue des champions                                   |
|     | Qualification pour la coupe de l'EHF                                        |
|     | Relégation en Division 2                                                    |
| (T) | Tenant du titre                                                             |
| (C) | Vainqueur de la Coupe d'Allemagne                                           |
| (S) | Vainqueur de la Supercoupe d'Allemagne                                      |
| (P) | Promu de Division 2 en début de saison                                      |

### Champion d'Allemagne 2016-2017
| Champion d'Allemagne masculin de handball 2016-2017 Rhein-Neckar Löwen 2e titre |

L'effectif des Rhein-Neckar Löwen est :

### Meilleurs buteurs
| Rang | Joueur                  | Club                     | Matchs | Buts  | Buts   | Buts | %      |
| Rang | Joueur                  | Club                     | Matchs | Total | Champs | 7 m  | %      |
| ---- | ----------------------- | ------------------------ | ------ | ----- | ------ | ---- | ------ |
| 01   | Philipp Weber           | HSG Wetzlar              | 34     | 224   | 158    | 66   | 64,7 % |
| 02   | Robert Weber            | SC Magdebourg            | 34     | 219   | 134    | 85   | 69,7 % |
| 03   | Johannes Sellin         | MT Melsungen             | 31     | 205   | 138    | 67   | 67,7 % |
| 04   | Guðjón Valur Sigurðsson | Rhein-Neckar Löwen       | 33     | 201   | 148    | 53   | 76,4 % |
| 05   | Petar Nenadić           | Füchse Berlin            | 31     | 182   | 154    | 28   | 61,3 % |
| 06   | Michael Damgaard        | SC Magdebourg            | 34     | 173   | 173    | 0    | 50,1 % |
| 07   | Yves Kunkel             | HBW Balingen-Weilstetten | 31     | 171   | 111    | 60   | 65,5 % |
| 08   | Lasse Svan Hansen       | SG Flensburg-Handewitt   | 33     | 168   | 168    | 0    | 74,3 % |
| 09   | Julius Kühn             | MT Melsungen             | 26     | 166   | 127    | 39   | 60,1 % |
| 10   | Kai Häfner              | TSV Hannover-Burgdorf    | 33     | 166   | 166    | 0    | 53,4 % |
| 11   | Marcel Schiller         | Frisch Auf Göppingen     | 34     | 162   | 104    | 58   | 66,9 % |
| 12   | Arnór Þór Gunnarsson    | Bergischer HC            | 32     | 160   | 84     | 76   | 67,5 % |
| 13   | Florian Billek          | HSC 2000 Coburg          | 29     | 160   | 150    | 10   | 65,6 % |
| 14   | Christoffer Rambo       | GWD Minden               | 32     | 157   | 152    | 5    | 46,6 % |
| 15   | Andy Schmid             | Rhein-Neckar Löwen       | 34     | 156   | 112    | 44   | 47,9 % |
| 16   | Tim Hornke              | TBV Lemgo                | 34     | 155   | 95     | 60   | 71,1 % |
| 17   | Ole Rahmel              | HC Erlangen              | 33     | 154   | 134    | 20   | 66,4 % |
| 18   | Nico Büdel              | HSC 2000 Coburg          | 33     | 146   | 114    | 32   | 53,9 % |
| 19   | Marko Vujin             | THW Kiel                 | 34     | 143   | 123    | 20   | 55,4 % |
| 20   | Anders Eggert           | SG Flensburg-Handewitt   | 30     | 140   | 85     | 55   | 75,3 % |
| 21   | Hans Lindberg           | Füchse Berlin            | 29     | 140   | 75     | 65   | 74,9 % |
| 22   | Kim Ekdahl du Rietz     | Rhein-Neckar Löwen       | 33     | 139   | 139    | 0    | 62,3 % |
| 23   | Aleksandar Svitlica     | GWD Minden               | 31     | 138   | 89     | 49   | 69,3 % |
| 24   | Bobby Schagen           | TVB 1898 Stuttgart       | 34     | 137   | 68     | 69   | 72,9 % |
| 25   | Niclas Ekberg           | THW Kiel                 | 33     | 137   | 96     | 41   | 67,5 % |